# Keszong
Keszong (hangul: 개성시, Keszong-si, handzsa: 開城, RR: Kaesŏng-si) tartományi szintű különleges igazgatású város Észak-Koreában. A 14. századig fennálló Korjo (Koryŏ) állam fővárosa volt Kegjong (개경; 開京, Kaegyŏng) néven, kőfallal körülvéve, négy kapuval. Közel található a dél-koreai határhoz, Szöultól alig 70 kilométerre északnyugatra fekszik. Már az ókorban is fontos ginzengtermelő központ volt, Kínába és Délkelet-Ázsia országaiba szállítottak. A városban világörökségi helyszínek találhatóak. 2003 szeptembere és 2019 októbere között különleges szintű város (특급시; 特級市) volt.

## Közigazgatása
Keszong (Kaesŏng) város 27 tong (tong)ból és 3 faluból (ri (ri)) áll.
| - Korjo-tong (고려동; 高麗洞, Koryŏ-tong) - Heun-tong (해운동; 海雲洞, Haeun-tong) - Csanam-tong (자남동; 子男洞, Chanam-tong) - Jokcson-tong (역전동; 驛前洞, Yŏkchŏn-tong) - Kvanhun-tong (관훈동; 冠訓洞, Kwanhun-tong) - Manvol-tong (만월동; 滿月洞, Manwŏl-tong) - Neszong-tong (내성동; 內城洞, Naesŏng-tong) - Naman-tong (남안동; 南安洞, Naman-tong) - Nammun-tong (남문동; 南門洞, Nammun-tong) - Namszan-il-tong (남산일동; 南山一洞, Namsan-il-tong) - Namszan-i-tong (남산이동; 南山二洞, Namsan-i-tong) - Togam-tong (덕암동; 德岩洞, Tŏgam-tong) - Pangdzsik-tong (방직동; 紡織洞, Pangjik-tong) - Poszon-tong (보선동; 保善洞, Posŏn-tong) - Pugan-tong (북안동; 北安洞, Pugan-tong) | - Puszan-tong (부산동; 扶山洞, Pusan-tong) - Rjonghung-tong (룡흥동; 龍興洞, Ryonghŭng-tong) - Rjongszan-tong (룡산동; 龍山洞, Ryongsan-tong) - Szongak-tong (송악동; 松嶽洞, Songak-tong) - Szongnam-tong (성남동; 城南洞, Sŏngnam-tong) - Szondzsuk-tong (선죽동; 善竹洞, Sŏnjuk-tong) - Szungdzson-tong (승전동; 勝戰洞, Sŭngjŏn-tong) - Tonghung-tong (동흥동; 東興洞, Tonghŭng-tong) - Tonghjon-tong (동현동; 銅峴洞, Tonghyŏn-tong) - Undok-tong (은덕동; 恩德洞, Ŭndŏk-tong) - Unhak-il-tong (운학일동; 雲鶴一洞, Unhak-il-tong) - Unhak-i-tong (운학이동; 雲鶴二洞, Unhak-i-tong) - Pakjon-ri (박연리; 朴淵里, Pakyŏn-ri) - Szamgo-ri (삼거리; 三巨里, Samgŏ-ri) - Heszon-ri (해선리; 解線里, Haesŏn-ri) |

Emellett közigazgatása alá tartoznak:
- Csangphung (Changp'ung) (장풍군; 長豊郡)
- Kephung (Kaep'ung) (개풍구역; 開豊區域)
- Phanmun (P'anmun) (판문구역; 板門區域)

## Híres keszongiak
- Hvang Dzsini kiszeng, költőnő[4]
- Cshö Cshunghon (최충헌, Choe Chung-heon), katonai vezető a Korjo-korban[5]